# Гнаденвальд
Гнаденвальд (нім. Gnadenwald) —  громада округу Інсбрук-Ланд у землі Тіроль, Австрія.
Гнаденвальд лежить на висоті  879 м над рівнем моря і займає площу  11,49 км². Громада налічує 729 мешканців. 
Густота населення 63/км².  
Гнаденвальд розмістився на терасі в долині річки Інн біля підніжжя гірського хребта Карвендель. 
|                                      |
| Гнаденвальд на мапі округу та землі. |

 Адреса управління громади: Hnr.51, 6069 Gnadenwald. 

## Демографія
Історична динаміка населення міста за даними сайту Statistik Austria

## Галерея

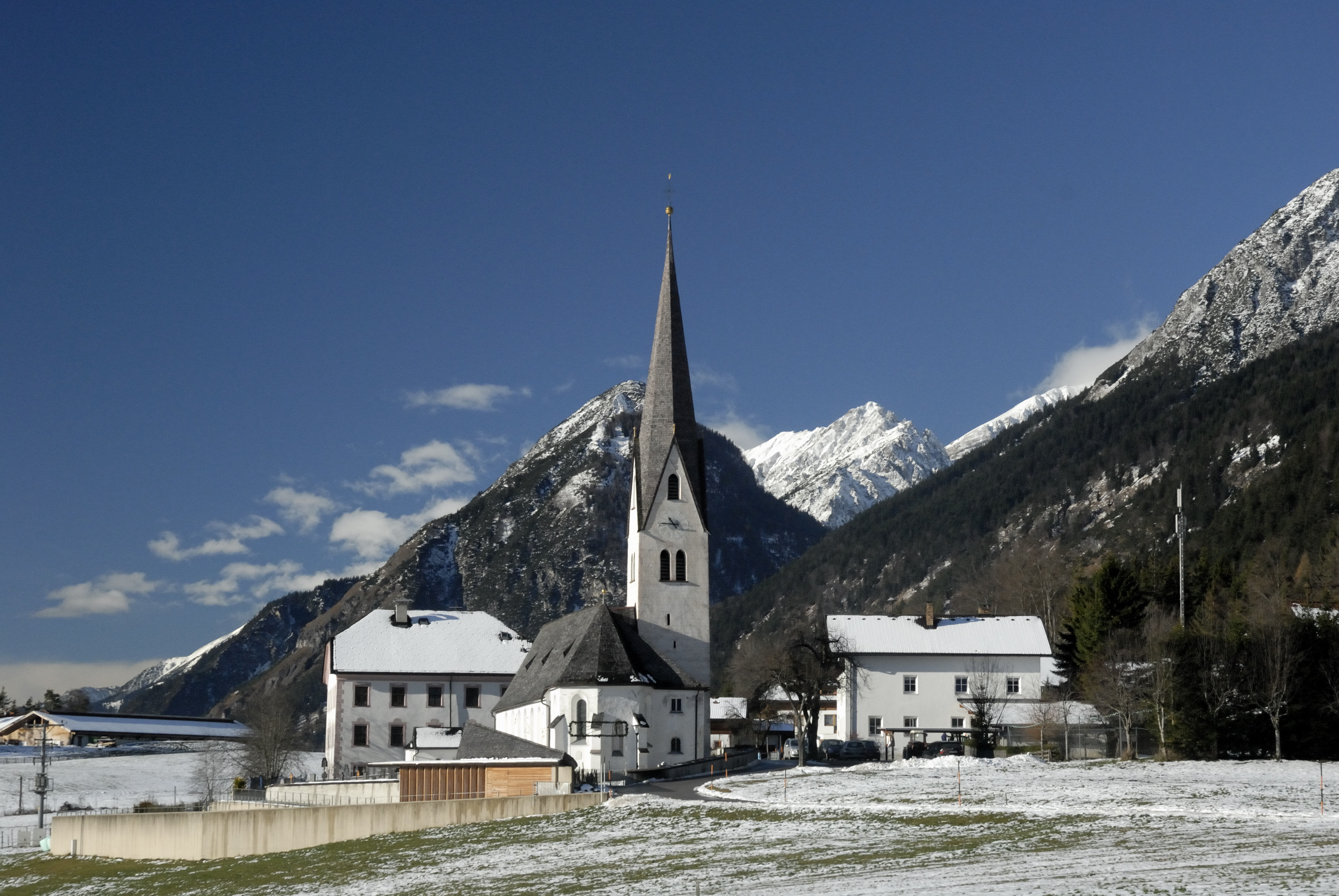
Хутір Санкт-Міхаель
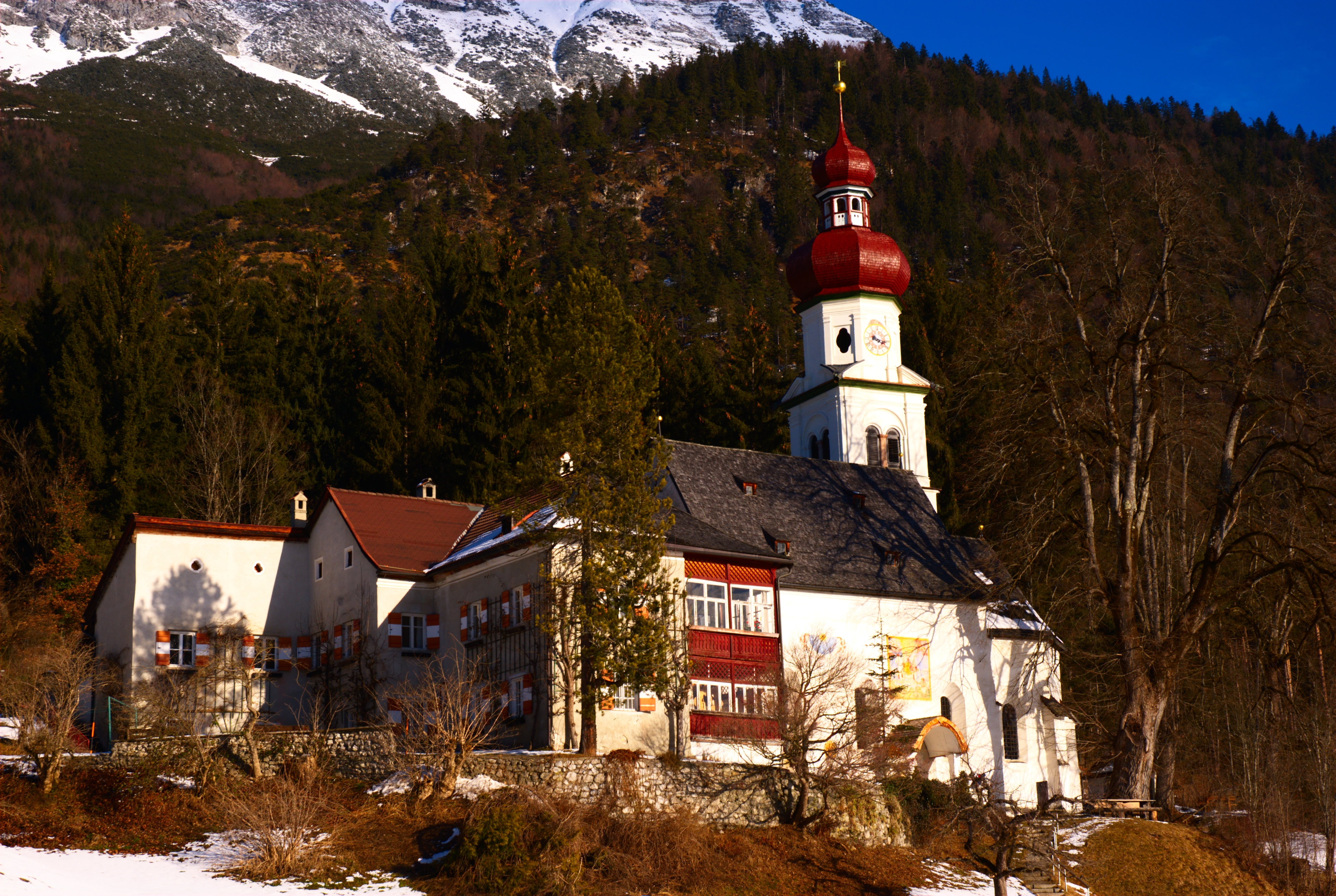
Церква св. Мартина

## Виноски
1. ↑  Dauersiedlungsraum der Gemeinden Politischen Bezirke und Bundesländer - Gebietsstand 1.1.2018 — Статистичне управління Австрії.
2. ↑  https://www.statistik.at/blickgem/blick1/g70311.pdf
3. ↑  www.gnadenwald.tirol.gv.at. Архів оригіналу за 23 жовтня 2016. Процитовано 16 липня 2013.
4. ↑  Gemeindedaten von Gnadenwald. Архів оригіналу за 25 квітня 2021. Процитовано 16 липня 2013.

| Австрія | Це незавершена стаття з географії Австрії. Ви можете допомогти проєкту, виправивши або дописавши її. |